# Panionion

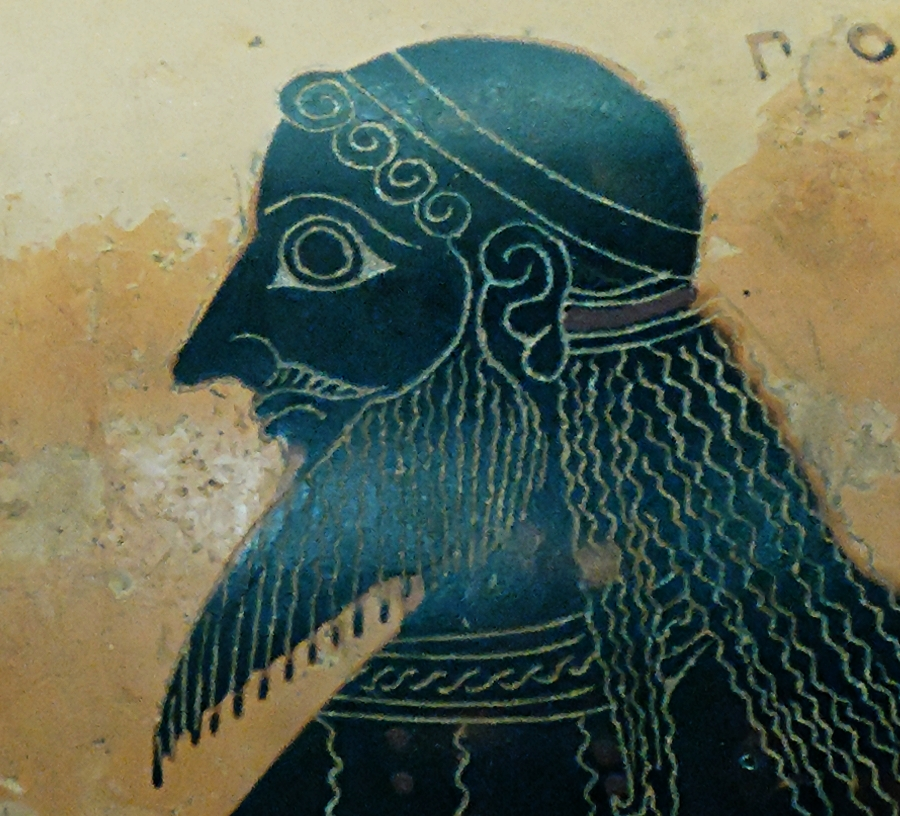
Testa di Poseidone (identificata da un'iscrizione), particolare di una scena raffigurante Atena e Poseidone. Lato B da un'anfora attica a figure nere, 550-530 a.C. circa. Da Vulci. La firma è quella del pittore di Amasis.

Il Panionion (in greco antico: Πανιώνιον?, Paniónion) era un santuario ionico dedicato a Poseidone Eliconio e luogo di incontro della Lega ionica. Era situato sulla penisola del Monte Micale, a circa 100 chilometri a sud di Smirne (ora İzmir) in Turchia. Erodoto lo descrive come segue:
Il Panionion è un terreno sacro a Micale, rivolto a nord; fu messo a parte per Poseidone Eliconio per volontà congiunta degli Ioni. Micale è un promontorio occidentale della terraferma di fronte a Samo; gli Ioni si radunavano lì dalle loro città e tenevano la festa a cui davano il nome di Panionia.
Il santuario era sotto il controllo della città ionica di Priene, una delle dodici città che costituivano la Lega ionica. Priene era a circa 15 chilometri di distanza, sul lato opposto del Monte Micale. I cittadini di Priene gestivano il santuario e presiedevano i sacrifici e i riti sacri.
Il Panionion era il sito della festa e dei giochi religiosi ionici (panegirici) chiamati Panionia. Durante la dominazione persiana, le attività al Panionion furono ridotte. Alla fine del V secolo a.C., Tucidide scrive che gli Ioni celebravano allora la loro festa ad Efeso. Diodoro scrive che gli Ioni furono costretti a spostare i Panionia dal Panionion a Efeso, a causa della guerra nella zona circostante. Sotto Alessandro Magno i giochi e la festa si tennero nuovamente al Panionion, e continuarono ad esserlo sotto il dominio romano, senza però riacquistare la loro precedente importanza.

## Posizione
La posizione approssimativa del Panionion è fornita da diversi scrittori antichi. Ad esempio, Erodoto dice che si trova a "Micale, rivolto a nord", mentre Strabone dice che è "dopo lo stretto di Samo, vicino al Monte Micale, come si naviga verso Efeso [...] e giace all'altitudine di tre stadi sopra il livello del mare". Tuttavia la posizione esatta del sito è andata perduta.
Un potenziale indizio sulla posizione del Panionion fu la scoperta di un'iscrizione nell'area, avvenuta nel 1673. Theodor Wiegand scoprì un sito alla fine del XIX secolo e fu scavato nel 1958 da Kleiner, Hommel e Müller-Wiener. Si trova a 17 chilometri a sud di Kuşadası, nei pressi di Güzelçamlı, sul versante nord del Monte Micale, sulla sommità di una bassa collina chiamata Otomatik Tepe ("collina delle mitragliatrici"), affacciata sul mare.

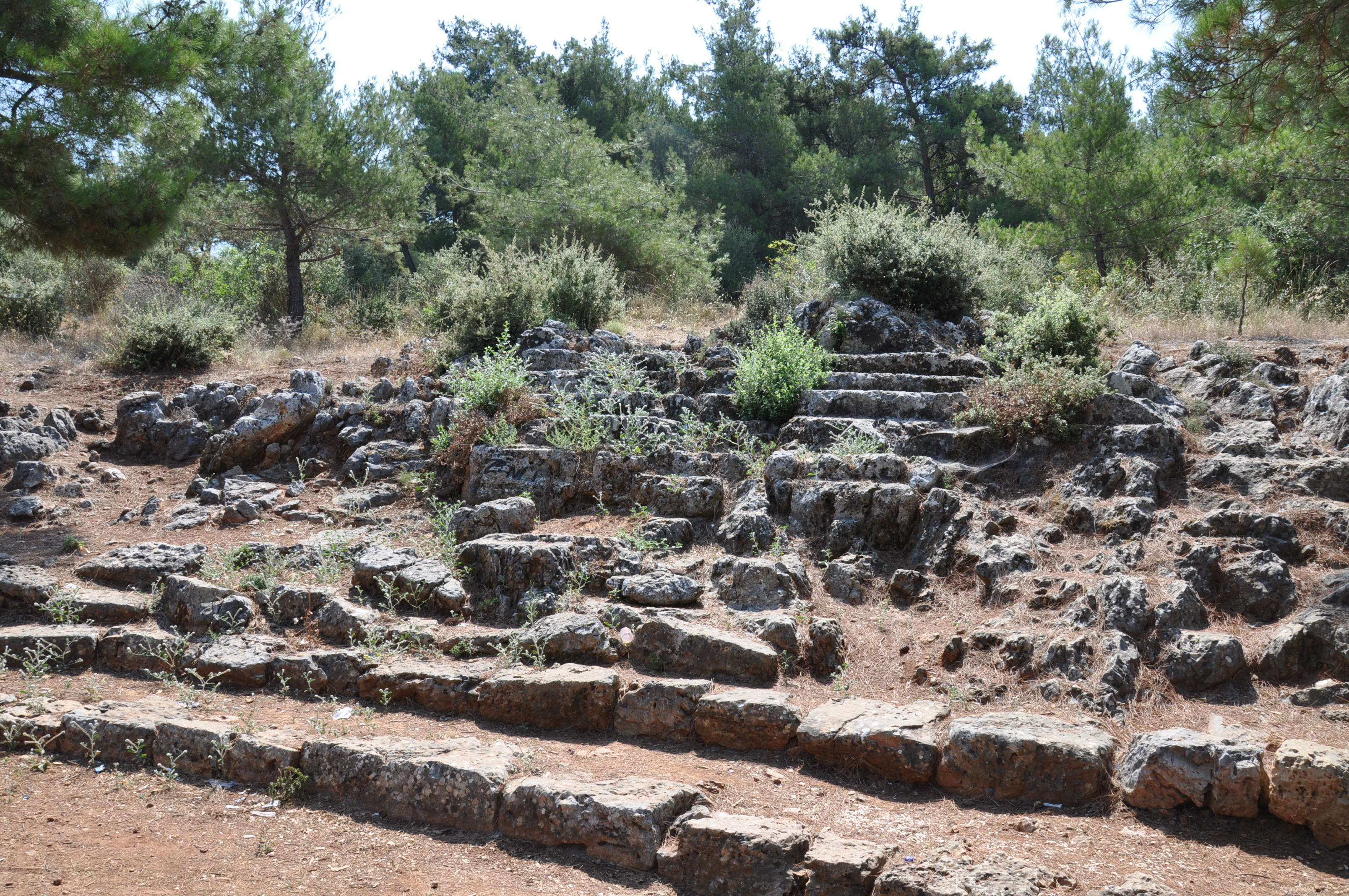
Teatro vicino a Güzelçamlı

Il sito scoperto da Wiegand è stato per molti anni identificato come Panionion. Era racchiuso da un muro tipicamente usato per il temenos, con ingresso da ovest. Nella zona centrale si possono vedere le testimonianze di una pietra rettangolare di 17,5 per 4,25 metri, presumibilmente l'altare di Poseidone, databile alla fine del VI secolo a.C. Ai piedi della collina, 50 metri a sud-ovest dell'altare, c'è un piccolo teatro o odeon. Ha un diametro di 32 metri, poco più che semicircolare, con undici file di sedili, scavate nella roccia, e si presume sia la sala del consiglio per le riunioni della Lega ionica. Risale al IV secolo a.C., quando la Lega ionica e i Panionia furono ripristinati. Tra il santuario e la sala del consiglio c'è una grande grotta, anche se non si sa quale sia la funzione di culto che potrebbe aver avuto. Fonti antiche menzionano sacrifici, ma non ci sono ancora evidenze archeologiche.
Tuttavia, nel 2004, l'archeologo tedesco Hans Lohmann, esaminando la penisola del Micale, ha scoperto un altro sito archeologico in alta montagna, un insediamento e un tempio arcaico (circa la metà del VI secolo a.C.) di ordine ionico. Nell'estate del 2005, il tempio è stato scavato in collaborazione con il Museo di Aydın. Lohmann presume che questo sito, che domina gran parte della regione ionica, debba essere identificato come il Panionion, se non altro perché concorda meglio con le fonti scritte.